# يوري ميلنر
يوري ميلنر (بالروسية: Ю́рий Бори́сович (Бенцио́нович) Ми́льнер) ولد في 11 نوفمبر 1961 هو ملياردير روسي ورجل أعمال ومستثمر في علوم الفيزياء ومؤسس شركة ديجيتال سكاي تكنولوجيز ومستثمر في شركات عديدة كالفيس بوك وتويتر وعلي بابا .
احتل ميلنر المرتبة 46 في قائمة مجلة فورتشن لأبرز خمسين شخصاً في مجال الأعمال في العالم لعام 2010 ، وفي عام 2010 تم الاعتراف ميلنر من قبل مجلة الأعمال الروسية فيدوموستي بأنه «رجل أعمال العام». وفي عام 2012 أدرج في مجلة بلومبرج ضمن قائمة الأشخاص الأكثر تأثيراً، وكذلك ضمن 500 شخص الأكثر نفوذا في العالم لعام 2013 حسب فورين بوليسي .

## النشأة والتعليم
ولد لعائلة يهودية في 11 نوفمبر 1961  في موسكو ودرس ميلنر الفيزياء النظرية في جامعة موسكو الحكومية، وتخرج في عام 1985. وعمل في مع أحد المعاهد التابعة لأكاديمية العلوم الروسية. وفي عام 1990، أصبح ميلنر أول شخص غير مهاجر من الاتحاد السوفيتي يذهب إلى الولايات المتحدة لتلقي ماجستير في إدارة الأعمال في كلية وارتون لإدارة الأعمال.

## عمله
بعد تخرجه، عمل ميلنر النصف الأول من عقد التسعينات في البنك الدولي في واشنطن العاصمة حيث ركز أخصائي المصرفي الروسي على تطوير القطاع المصرفي الخاص. وفي ربيع عام 1995، تم تعيين ميلنر الرئيس التنفيذي لشركة وساطة استثمار وفي ديسمبر 1996 عمل ميلنر في منصب نائب الرئيس ورئيس إدارة الاستثمار في بنك ميناتيب ومن فبراير 1997 إلى ديسمبر 2009، كان ميلنر يشغل منصب نائب رئيس مجلس الإدارة ورئيس قسم الاستثمار في بنك ميناتيب، ومن عام 1997 إلى عام 2000، كان ميلنر المدير العام لأحد الصناديق الاستثمارية وخلال هذه قرر ميلنر لإنشاء شركة إنترنت.

## روابط خارجية
- يوري ميلنر على موقع الموسوعة البريطانية (الإنجليزية)
- يوري ميلنر على موقع مونزينجر (الألمانية)